# Нирасаки
Нирасаки (яп. 韮崎市 Нирасаки-си) — город в Японии, находящийся в префектуре Яманаси. Площадь города составляет 143,73 км², население — 31 314 человек (1 августа 2014), плотность населения — 217,87 чел./км².

## Географическое положение
Город расположен на острове Хонсю в префектуре Яманаси региона Тюбу. С ним граничат города Минамиарупусу, Хокуто, Каи.

## Население
Население города составляет 31 314 человек (1 августа 2014), а плотность — 217,87 чел./км². Изменение численности населения с 1980 по 2005 годы:
| 1980 | 27 343 чел. |  |
| 1985 | 28 175 чел. |  |
| 1990 | 29 766 чел. |  |
| 1995 | 32 097 чел. |  |
| 2000 | 32 707 чел. |  |
| 2005 | 33 801 чел. |  |

## Символика
Деревом города считается магнолия Кобуси, цветком — Rhododendron molle, птицей — обыкновенная пустельга.

## Города-побратимы
- Фэрфилд, США
- Цзямусы, Китай